# 鶴林寺山
鶴林寺山（かくりんじやま）は、徳島県勝浦町にある山。標高は515.9m。

## 地理
那賀川と勝浦川に挟まれ、阿南市と勝浦郡勝浦町との境界から約300mほど勝浦町側に寄る。稜線下に四国八十八箇所霊場の鶴林寺があり、山名の由来もこの寺名による。
国土地理院の地形図には山名の記載はない。山頂付近にはヒノキ・スギ・ソヨゴ・カラマツなどが茂る。地質は秩父帯に属する。